# Новомалин
Новома́лин — село в Україні, в Рівненському районі Рівненської області. Населення становить ▼537 осіб. Розташовано на річці Збитинка.

## Історія

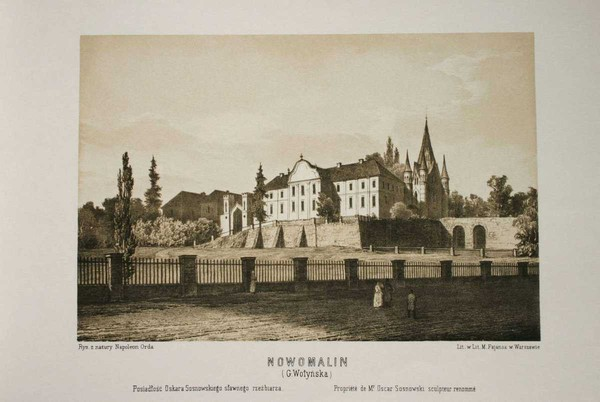
Наполеон Орда, Новомалин

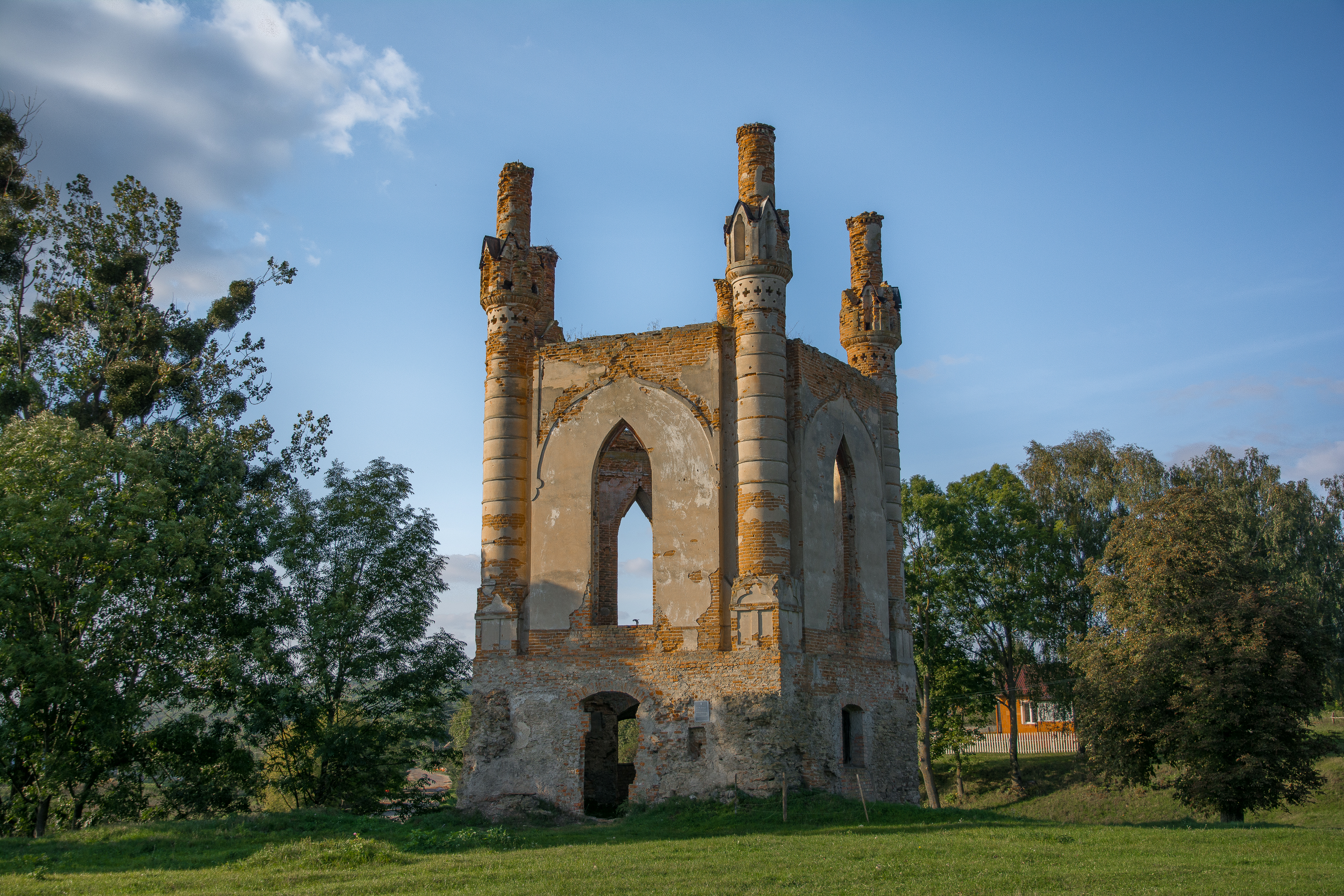
Каплиця Новомалинського замку

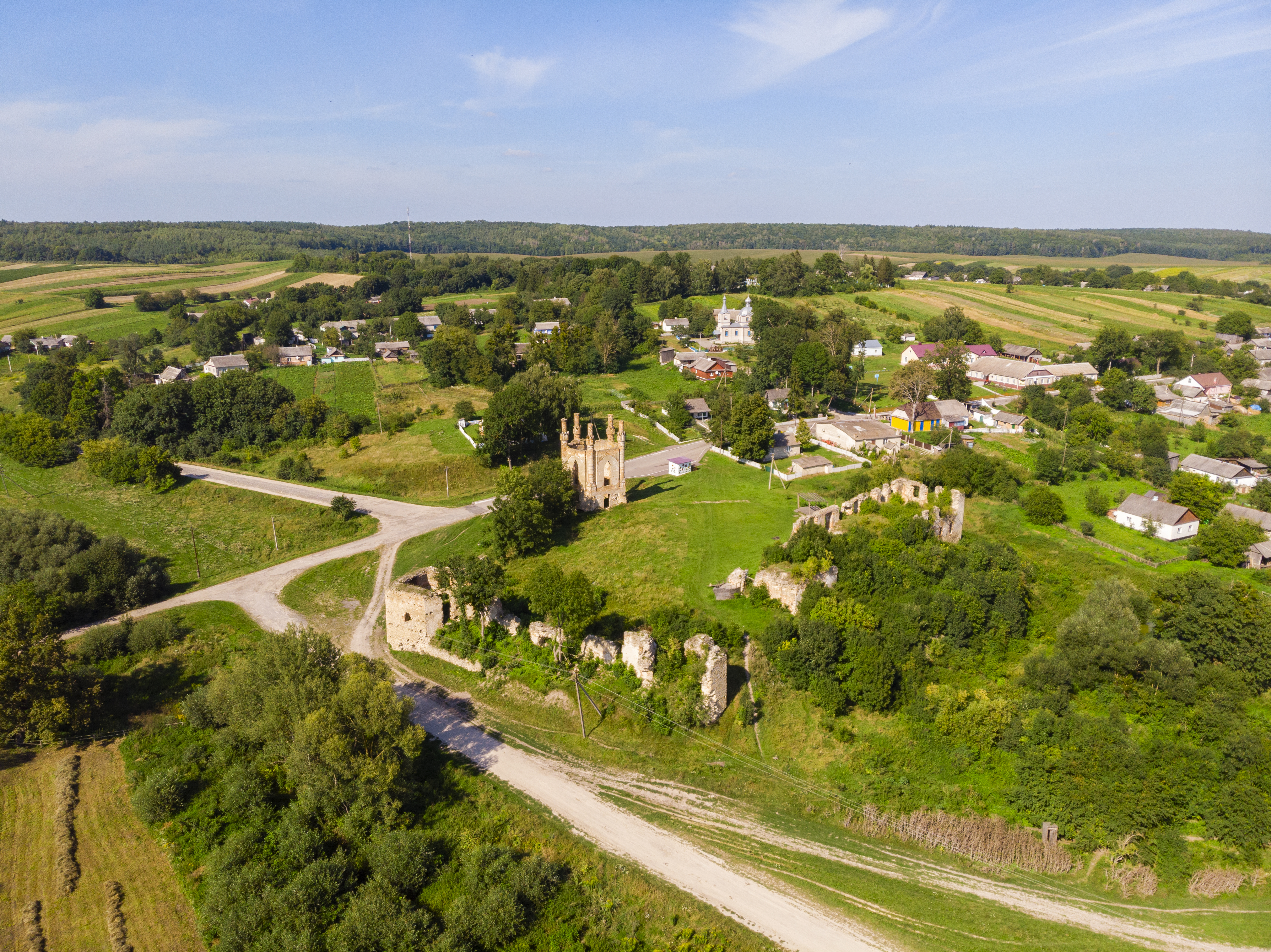
Вид на замок з повітря

Перші відомості про поселення — з кінця XIV ст. У 1392 р. Владислав Ягайло подарував цю місцевість Свидригайлу. На гористій місцевості над річкою князь Свидригайло побудував великий замок і назвав його Глухні (або Глухи). Пізніше замок разом із землями він подарував Олиферу Єло-Малинському.
У 1590 р. Вацлаву Єловичу-Малинському королівським привілеєм дозволено осадити в його маєтку Глухах місто під назвою Новий Малин, проводити тут ярмарки і встановити магдебурзьке право.
У 1906 році село Кунівської волості Острозького повіту Волинської губернії. Відстань від повітового міста 10 верст, від волості 5. Дворів 145, мешканців 1170.

## Пам'ятки
- Новомалинський замок, побудований у XIV ст. Зазнав руйнувань під час Другої світової війни. Залишились руїни замку.

## Природа
Неподалік від села розташовані: Збитенський орнітологічний заказник, Збитенський гідрологічний заказник та Вікові дубові насадження.

## Відомі люди
- Єло-Малинський Данило — дідич, 13 жовтня 1656 р. склав тут заповіт[3].
- Томаш Оскар Сосновський — скульптор.
- Марія Гонта — українська акторка, співачка (сопрано).
- Кшиштоф Довгялло — активіст Солідарності, політв'язень. У Третьої Речі Посполитої — депутат сейму від ліберальних партій.